# Aleksandra Dzik
Aleksandra Dzik (ur. 13 grudnia 1982 w Katowicach) – polska alpinistka, przewodniczka górska i skialpinistka.

## Życiorys
Absolwentka psychologii i socjologii na Uniwersytecie Śląskim. Członkini Klubu Skialpinistycznego „Kandahar”.
W 2009 zawróciła będąc 200 m poniżej wierzchołka Szczytu Zwycięstwa. Nie poddając się, wróciła tam i zdobyła szczyt już w następnym roku, dzięki czemu jako pierwsza Polka otrzymała w 2010 tytuł Śnieżnej Pantery, przyznawany za zdobycie pięciu siedmiotysięczników byłego ZSRR. W tym samym roku jako pierwsza kobieta, ukończyła bieg Elbrus Race na trasie ekstremalnej. W 2011 wspólnie z Marią Khytrykovą zdobyła ośmiotysięcznik Gaszerbrum II (8035 m.).
W 2013 była organizatorką i kierowniczką międzynarodowej wyprawy na Nanga Parbat, która została przerwana z powodu ataku terrorystycznego na bazę znajdującą się u podnóża góry.